# Dimitrios Diamantakos
Dimitrios Diamantakos (El Pireo, 5 de marzo de 1993) es un futbolista profesional griego que juega en la posición de delantero para el East Bengal F. C. de la Superliga de India.

## Biografía
Dimitrios Diamantakos debutó como futbolista profesional con el Atromitos FC, jugando un total de tres temporadas en el club. En 2012 el Olympiacos FC fichó a Diamantakos por 200 000 euros. Al mes de haber sido fichado, Diamantakos fue cedido al Panionios NFC. Además también jugó cedido en el Aris Salónica FC, y en el Ergotelis FC. Finalmente en 2014 volvió al Olympiacos. En el mercado veraniego de 2015, Diamantakos pasó a ser propiedad del Karlsruher SC.

## Selección nacional
Dimitrios Diamantakos jugó para la Selección sub-17 de Grecia, la sub-19, la sub-20 y la sub-21. Su debut con la selección de fútbol de Grecia lo hizo el 7 de septiembre de 2014 contra Rumania en un partido de clasificación para la Eurocopa 2016 que finalizó con un resultado de 0-1 a favor del combinado rumano tras el gol de Ciprian Marica.

## Clubes
| Club                         | País     | Año       | Partidos | Goles |
| ---------------------------- | -------- | --------- | -------- | ----- |
| Atromitos F. C.              | Grecia   | 2009-2012 | ¿?       | ¿?    |
| Panionios N. F. C. (cedido)  | Grecia   | 2012-2013 | 9        | 0     |
| Aris Salónica F. C. (cedido) | Grecia   | 2013      | 13       | 0     |
| Ergotelis F. C. (cedido)     | Grecia   | 2013-2014 | 27       | 10    |
| Olympiacos F. C.             | Grecia   | 2014-2015 | 17       | 4     |
| Karlsruher S. C.             | Alemania | 2015-2017 | 51       | 15    |
| VfL Bochum                   | Alemania | 2017-2018 | 10       | 2     |
| F. C. St. Pauli              | Alemania | 2018-2020 | 51       | 20    |
| H. N. K. Hajduk Split        | Croacia  | 2020-2022 | 30       | 2     |
| F. C. Ashdod (cedido)        | Israel   | 2022      | 9        | 1     |
| Kerala Blasters              | India    | 2022-2024 | 44       | 28    |
| East Bengal F. C.            | India    | 2024-     | 28       | 9     |

## Palmarés

### Títulos nacionales
| Título              | Club             | País   | Año  |
| ------------------- | ---------------- | ------ | ---- |
| Superliga de Grecia | Olympiacos F. C. | Grecia | 2015 |
| Copa de Grecia      | Olympiacos F. C. | Grecia | 2015 |